# Gemeinde Oberglogau
Die Gemeinde Oberglogau (polnisch Gmina Głogówek [gwɔ'guvɛk]) ist eine Stadt- und Landgemeinde im Powiat Prudnicki der Woiwodschaft Opole in Polen. Ihr Sitz ist die Stadt Oberglogau mit etwa 5500 Einwohnern.
Die Gemeinde ist seit 2009 offiziell zweisprachig (Polnisch und Deutsch).

## Geographie
Die Gemeinde liegt in Oberschlesien, 30 Kilometer südlich von Opole (Oppeln) und grenzt in Teilen an Tschechien.

## Geschichte
Im März 1921 entschied eine Volksabstimmung über die weitere staatliche Zugehörigkeit Oberschlesiens. In Oberglogau wurden 95,9 Prozent der Stimmen für den Verbleib bei Deutschland abgegeben und das ganze Kreisgebiet verblieb in der Weimarer Republik. Nach der Einnahme durch die Rote Armee wurde 1945 der Name Głogówek eingeführt. In Stadt und Gemeinde konnte sich eine deutsche Minderheit halten. Bei der 2002 durchgeführten Volkszählung bezeichneten sich 24,83 Prozent der Gemeindebevölkerung als Deutsche und 1,45 Prozent als Schlesier.
Seit 2009 ist die Gemeinde offiziell zweisprachig, zum 1. Dezember 2009 führte sie bis auf die vier Orte Kazimierz (Kasimir), Racławice Śląskie (Deutsch Rasselwitz), Szonów (Schönau) und Tomice (Thomnitz) zweisprachige Ortsbezeichnungen ein. In diesen Orten wurden zweisprachige Ortsschilder mehrheitlich abgelehnt.

### Bevölkerung
Die Bevölkerung der Gemeinde Oberglogau nach Nationalitäten laut der letzten polnischen Volkszählung 2002:
| Nationalitäten in der Gemeinde Oberglogau |        |                   |
| Nationalität                              | Anzahl | Anteil in Prozent |
| Polnisch                                  | 10.451 | 69,1              |
| Deutsch                                   | 3.757  | 24,8              |
| Schlesisch                                | 219    | 1,4               |
| keine Angabe                              | 679    | 4,4               |

## Politik

### Bürgermeister
An der Spitze der Stadtverwaltung steht der Bürgermeister. Bisher war dies Andrzej Kałamarz. Die turnusmäßige Wahl im April 2024 brachte folgendes Ergebnis:
- Piotr Bujak (Wahlkomitee „Wählervereinigung für die Gmina Głogówek“) 50,3 % der Stimmen
- Marcin Kus (Wahlkomitee „Gmina Głogówek – Gemeinsame Sache“) 26,9 % der Stimmen
- Jolanta  Kruk (Wahlkomitee „Jolanta  Kruk – Zeit für eine gute lokale Verwaltung“) 15,4 % der Stimmen
- Henryka Tabor (Wahlkomitee „Ja! zu Prudnicki-Land“) 7,4 % der Stimmen

Damit wurde Amtsinhaber Bujak, bereits im ersten Wahlgang für eine zweite Amtszeit wiedergewählt.
Die turnusmäßige Wahl im Oktober 2018 brachte folgendes Ergebnis:
- Andrzej Kałamarz (Unabhängiges Wahlkomitee „Gemeinsam“) 37,0 % der Stimmen
- Piotr Bujak (Wahlkomitee „Wählervereinigung für die Gmina Głogówek“) 37,0 % der Stimmen
- Marek Pelka (Wahlkomitee „Gmina Głogówek – gemeinsame Lösungen“) 26,6 % der Stimmen

In der damit notwendigen Stichwahl setzte sich Bujak, der im ersten Wahlgang noch um 32 Stimmen zurückgelegen hatte, mit 59,6 % der Stimmen gegen den bisherigen Amtsinhaber Kałamarz durch und wurde neuer Bürgermeister.

### Stadtrat
Der Stadtrat besteht aus 15 Mitgliedern und wird direkt in Einpersonenwahlkreisen gewählt. Die Stadtratswahl 2024 führte zu folgendem Ergebnis:
- Wahlkomitee „Gmina Głogówek – Gemeinsame Sache“ 27,7 % der Stimmen, 7 Sitze
- Wahlkomitee „Wählervereinigung für die Gmina Głogówek“ 20,7 % der Stimmen, 2 Sitze
- Wahlkomitee „Ja! zu Prudnicki-Land“ 18,2 % der Stimmen, 3 Sitze
- Schlesische Kommunalverwaltung (Deutsche Minderheit) 13,5 % der Stimmen, 3 Sitze
- Wahlkomitee „Jolanta  Kruk – Zeit für eine gute lokale Verwaltung“ 13,5 % der Stimmen, kein Sitz
- Prawo i Sprawiedliwość (PiS) 6,5 % der Stimmen, kein Sitz

Die Stadtratswahl 2018 führte zu folgendem Ergebnis:
- Unabhängiges Wahlkomitee „Gemeinsam“ 37,1 % der Stimmen, 7 Sitze
- Wahlkomitee „Wählervereinigung für die Gmina Głogówek“ 27,1 % der Stimmen, 2 Sitze
- Wahlkomitee „Gmina Głogówek – gemeinsame Lösungen“ 26,0 % der Stimmen, 4 Sitze
- Wahlkomitee Deutsche Minderheit 8,1 % der Stimmen, 2 Sitze
- Übrige 1,9 % der Stimmen, kein Sitz

## Gliederung
Die Stadt-und-Land-Gemeinde Oberglogau umfasst eine Fläche von 170 km². Die Einwohnerzahl beträgt 13.138 (Stand 31. Dezember 2020). Sie gliedert sich in die Schulzenämter:
- Stare Kotkowice (Alt Kuttendorf)
- Anachów (Annahof)
- Błażejowice Dolne (Blaschewitz, 1936–1945: Niederblasien)
- Ciesznów (Teschenau)
- Wierzch (Deutsch Müllmen)
- Dzierżysławice (Dirschelwitz)
- Biedrzychowice (Friedersdorf)
- Wróblin (Fröbel)
- Góreczno (Bergvorwerk)
- Kazimierz (Kasimir)
- Kierpień (Kerpen)
- Leśnik (Leschnig; 1936–1945: Hegerswalde)
- Mochów (Mochau)
- Nowe Kotkowice (Neu Kuttendorf)
  - Chudoba (Schekai, Klein Warten)
- Mionów (Polnisch Müllmen; 1936–1945: Niederrode O.S.)
- Racławice Śląskie (Deutsch Rasselwitz)
- Rzepcze (Repsch)
- Zwiastowice (Schwesterwitz)
- Szonów (Schönau)
- Tomice (Thomnitz; 1936–1945: Thomas O. S.)
- Twardawa (1936–1945: Hartenau)
- Zowade (Zawada; 1936–1945: Lichten O.S.)

Daneben umfasst die Gemeinde weitere Ortsteile und Weiler von Zowade: Neuvorwerk (Bud), Golschowitz (Golczowice; 1936–45: Goldenau), Mutzkau (Mucków) und Syßlau (Sysłów; 1936–45: Schüslau) sowie Twardawa-Małkowice (Vorwerk Kleinau). Winiary (Weingasse)

## Persönlichkeiten
- Jan Cybis (1897–1972), polnischer Maler; geboren in Fröbel.